# Complexo Desportivo de Fez
O Complexo Desportivo de Fez (em francês: Complexe Sportif de Fès) é um estádio multiuso localizado na cidade de Fez, no Marrocos. Inaugurado somente 4 anos após o termino de suas obras, em 25 de novembro de 2007, é a casa onde os clubes locais Maghreb de Fez e Wydad de Fez mandam seus jogos oficiais por competições nacionais e continentais. Além disso, a Seleção Marroquina de Futebol também manda, esporadicamente, partidas amistosas e oficiais no estádio. Sua capacidade máxima é de 45 000 espectadores.